# France Kremžar
France Kremžar, slovenski časnikar in politik, * 4. december 1883, Cerovica pri Litiji, † 26. junij 1954, Buenos Aires, Argentina.

## Življenje in delo
Rodil se je v družini kmetov Josipa Kremžarja in Uršule Bric. Ljudsko šolo je obiskoval v Šmartnem pri Litiji in Ljubljani, kjer je končal tudi gimnazijo. Po maturi je na Dunaju  študiral pravo a je študij zaradi pomanjkanja denarja opustil. Delal je v uredništvu časopisa Slovenec, leta 1906 pa je na povabilo Antona Gregorčiča sprejel uredništvo listov Gorica in  Primorski list, leta 1909 pa je postal urednik Novega časa, ki so ga začeli izdajati mladi krščanski socialisti. Po koncu prve svetovne vojne se je vrnil v uredništvo Slovenca ter bil leta 1923 na listi Slovenske ljudska stranke izvoljen za poslanca v parlament Kraljevine Srbov, Hrvatov in Slovencev; poslanski mandat je obdržal do    
šestojanuarska diktature, ko je kralj Aleksander I. Karađorđević ukinil parlament. V času šestojanuarska diktature je postal član vodstva ilegalno delujoče Slovenske ljudska stranke. V uredništvu Slovenca je deloval do leta 1943, nato pa do konca izhajanja v uredništvu Domoljuba.
V dvorani sokolskega društva Tabor v Ljubljani je bila 
3. maja 1945 prva seja Slovenskega parlamenta. Nekaj članov v parlament je bilo imenovanih na sami seji, drugi so bili iz vrst nekdanjih predvojnih poslancev. Dejansko je bil parlament oživljena Slovenska zaveza. Parlament je Narodno državo Slovenijo oklical kot del Kraljevine Jugoslavije. Na tem tako imenovanem  zasedanju prvega slovenskega parlamenta je bil France Kremžar izvoljen, da mu predseduje, podpredsednika parlamenta ni bilo. Po koncu vojne se je umaknil čez Ljubelj v Avstrijo in nato živel na Koroškem. Leta 1949 je z družino odšel v Argentino. Tu je nadaljeval z delom pri slovenskih organizacijah in pisal članke v tamkajšnje časopise.
France Kremžar je bil oče duhovnika Marijana Kremžarja, domobranskega poveljnika Franceta Kremžarja - Cezarja in gospodarstvenika Marka Kremžarja.